# 稲葉大樹
稲葉 大樹（いなば だいき、1988年2月28日 - ）は、日本の男性プロレスラー。本名同じ、熊本県山鹿市出身。全日本プロレス、WRESTLE-1を経て、現在はプロレスリング・ノアで活動。血液型A型。

## 来歴

### 全日本プロレス
大学時代は柔道やアマチュアレスリングを経験。新日本プロレス元選手でメディカルトレーナーである三澤威の整骨院で働きながらトレーニングを積む。2012年1月に全日本プロレス開催の公開オーディションに合格し、同団体へ入門。練習生であった2013年4月よりカナダへ海外遠征に出発。同国のアトランティック・グランプリ・レスリング（Atlantic Grand Prix Wrestling）に参戦し、2013年5月24日の対ボビー・シャープ戦でデビューを飾る。その後は、ペイントレスラーとして活動。

### WRESTLE-1
海外遠征中である2013年6月一杯で他選手とともに全日本プロレスを退団して新団体のWRESTLE-1に移籍。同年9月8日の同団体旗揚げ戦で凱旋帰国し、日本で初めての試合を行った。以降は、同団体の興行に参戦を継続。
2015年2月13日、TAJIRIをスクールボーイで丸め込み大金星を挙げる。
3月12日、KASSEN2 ～合戦　ZERO1vsW-1全面対抗戦～でかねてより痛めていた右肩を試合中に負傷し長期欠場に入る。
11月27日、後輩の芦野祥太郎と復帰戦を行う。試合後には各ユニットから勧誘の声が上がるも現在もユニットには属していない。しかし、ヒールにあこがれがあることからリアル・デスペラードには興味があるという。
2016年8月11日、WRESTLE-1チャンピオンシップに挑戦予定であった征矢学の欠場により近藤修司との王座挑戦者決定戦を制して挑戦者となる。極反り卍固めでKAIから勝利。
2017年、ZERO1の大谷晋二郎推薦で火祭りに参戦。
8月27日の千葉Blue Field興業では6人タッグマッチが行われ、黒潮"イケメン"二郎と伊藤貴則の3人タッグで芦野祥太郎、児玉裕輔、立花誠吾の3人タッグと対戦。16分13秒で黒潮が立花からムーンサルトで勝利。記録は片エビ固め。
WRESTLE-1活動停止のため2020年3月31日付をもって選手契約終了となる。

### プロレスリング・ノア
2020年5月31日に配信されたプロレス中継番組『NOAH NEW HOPE』のメインイベントに乱入。清宮海斗に対戦を迫る。
7月5日、『NOAH "NEW HOPE" Day3 powered by ABEMA』のメインイベントで清宮海斗とシングルマッチで対戦し、惜敗。試合後、稲葉からの共闘の呼びかけに清宮が応じ、ノアにおいて両者がタッグチームを結成して活動していくこととなった。
2022年1月8日に行われた新日本プロレス『WRESTLE KINGDOM 16 in 横浜アリーナ』にNOAH勢として出場。
2023年、第63代GHCタッグ王座を戴冠（パートナーはマサ北宮）。プロレスリング・ノア管轄タイトルとして初戴冠となる。

## 得意技

### フィニッシュ・ホールド
DDD
相手を横抱き状態に抱え上げてからみちのくドライバーIIに移行する技。相手は頭頂部からマットに叩きつける。
極反り卍固め
稲葉考案のオリジナル卍固め。
前かがみの相手の横に立ち手前の足に自分の足を絡めて自分の反対側の足で相手の頭にかけ、両腕で相手の左腕をつかみ後方へ反って締め上げる変形卍固め。
ジャーマン・スープレックス178（イナバ）
2段モーション式ジャーマン・スープレックス。
相手の体を軽く宙に持ち上げて一旦静止し、タメを作ってから相手をマットに叩きつけてそのままホールを奪う技。
タイガー・スープレックス 178（イナバ）
2段モーション式のタイガー・スープレックス。
タイガー・スープレックスの体勢で相手を軽く宙に持ち上げて一旦静止し、タメを作ってから相手をマットに叩きつけてそのままホールを奪う技。
ダイビング・ヘッドバット
寝ている相手に対し、コーナーポスト上から飛行し頭突きをする。

### 打撃技
エルボー
ランニング・エルボー
エルボー・スタンプ
逆水平チョップ
チョップ・スマッシュ
クローズライン
ドロップキック
延髄斬り

### 投げ技
DDT
タイガー・スープレックス
ジャーマン・スープレックス
タイガー・スープレックス
ブレーンバスター
雪崩式ブレーンバスター
火の玉ボム

### フォール技
逆さ押さえ込み
スクールボーイ
スモール・パッケージ・ホールド

## タイトル歴
WRESTLE-1
- WRESTLE-1チャンピオンシップ：第9代、第15代
- WRESTLE-1タッグチャンピオンシップ：第20代（パートナーは土肥孝司）
- UWA世界6人タッグ王座：第55、57代（パートナーは吉岡世起&アンディ・ウー→児玉裕輔&藤村康平）
- WRESTLE-1 GRAND PRIX 優勝（2019年）

プロレスリング・ノア
- GHCタッグ王座：第63、71代（パートナーはマサ北宮→征矢学）

## 出演

### 舞台
- 撃弾☆ボディプレス『イキザマ』（2015年12月25日 - 27日、北千住シアター1010）[7]